# إرفين كيرن
إرفين كيرن (بالألمانية: Erwin Kern)‏ هو منافس ألعاب قوى ألماني، ولد في 23 أغسطس 1888 في Ferrette ‏ في فرنسا، وتوفي في 20 مارس 1963 في شوناو إم شفارتسفالد في ألمانيا.

## وصلات خارجية
- إرفين كيرن على موقع أوليمبيديا (الإنجليزية)